# 文化廣播公司
文化廣播公司（：／ Jusik Hoesa Munhwa Bangsong），通称文化广播（：／ Munhwa Bangsong），是大韓民國的大型傳媒企業之一，與SBS、KBS及EBS並稱韓國四大全國性廣播機構。創立於1961年，初時為商營傳媒機構。最初只營辦AM廣播業務，而電視業務則於1969年開始營辦。電視識別訊號為HLKV-DTV（MBC TV）。

## 公司概况
MBC是以公益財團「放送文化振興會」為大股東，經營依靠廣告收益的股份制公營公司。在可信度、好感度、收視率及影響力等方面均居韓國第一位，是一家深受觀眾喜愛的廣播電視台。
MBC自1961年成立以來，通過全國19家地方分公司形成了全國性網絡，並通過10家子公司為廣播電視產業做出了很大貢獻。現在發展成為擁有1個全國地面電視頻道、3個廣播頻道、5個有線電視頻道、5個衛星電視頻道、4個DMB頻道的多媒體集團。
MBC總部，位於首爾上岩洞數碼媒體城。包括京畿道一山的夢幻中心、楊洲攝影棚及龍仁影視城（戶外佈景）等，MBC擁有在韓國規模最大的廣播製作設施。

## 發展歷程

### 無線電廣播時代（1961-1968）
1961年12月2日，MBC AM（呼號：HLKV；播出頻率：900kHZ；發射功率：10kW）於漢城（首爾）開播，是韓國第一家民營電台（即現在的MBC标准FM）。
1963年4月12日，經韓國政府批准，MBC在韓國主要城市（大邱、光州、大田、全州）建立區域站，構建了包括汉城與釜山、連接6個城市的廣播網。

### 黑白電視時代（1969-1979）
1969年8月8日，開通全國無線電視廣播（呼號：HLAC-TV；發射功率：2kW）。 1970年10月5日起，正式播出新聞節目《MBC新聞平台》（韓文：MBC뉴스데스크）。 1968年至1969年，與7家地方民營電視台（蔚山、晉州、江陵、春川、木浦、濟州、馬山）達成加盟關係，區域站擴大到13個，構建了覆蓋韓國全境的網絡。 1974年，與京鄉新聞社合併成立文化廣播・京鄉新聞，同年FM開播。

### 彩色電視時代（1980-1990）
1980年12月，MBC正式開設彩色電視廣播。1981年，根據言论统废合法律《言論基本法》的規定，MBC與京鄉新聞社分離。1982年，MBC總部搬遷至汝矣島新址，韓國職棒球隊MBC青龍成立。在這一時期，MBC成功完成1986年汉城亞運會與1988年汉城奧運會的轉播，實現了前所未有的巨大跨越。

### 多媒體時代（1991-2000）
進入20世紀90年代，MBC經國際活動，迅速成為大型媒體企業。針對傳媒環境向多媒體、多頻道模式轉變，為了突破激烈競爭，並成為具備效率的組織，MBC旗下建立5家專門企業，形成企業價值鏈。（「MBC製作公司」（韓文：MBC 프로덕션；英文：MBC Production）、「MBC媒體科技」（韓文：MBC 미디어텍；英文：MBC Media Tech）、「MBC廣播文化中心」（韓文：MBC 방송문화원/MBC放送文化院）、MBC藝術團（韓文：MBC 예술단）、MBC美術中心」（韓文：MBC 미술센터；英文：MBC Arts Center） ※ 2011年8月，「MBC製作公司 」與「MBC媒體科技」 合併成立「MBC C&I」(韓文：MBC 씨앤아이)

### 數字化時代（2001-至今）
從而正式開啟所謂廣播通信融合的數字化時代，MBC旗下建立子公司「互聯網MBC」（英文：internet MBC），開展互聯網線管業務。此外，MBC開始提供有線電視（MBC Plus Media）， 衛星電視、DMB廣播。2007年，建立數位廣播製作設施“一山夢幻中心”。在2014年9月，公司從汝矣島搬遷至首爾麻浦區上岩洞的新總部大樓。

## 沿革
- 1961.2.21. - 成立並註冊「汉城民間放送株式會社」
- 1961.10.2 - 改公司名稱為「韓國文化廣播」(韓文：한국문화방송주식회사/韓國文化放送株式會社)
- 1962.12.2 - 廣播電台推出(HLKV：900kHZ； 發射功率：10kW)
- 1963.11.26 - 國會議員選舉獨家報導
- 1965.1.23 - 無線電廣播網絡成立 - 汉城、釜山、大邱、大田、光州、全州
- 1966.6.22 - 獲得電視廣播許可
- 1967.5.3 - 第6屆總統選舉獨家報導
- 1968.4~9 - MBC網絡擴大到包括蔚山，晉州，江陵，春川，濟州
- 1969.8.2 - 貞洞總部大樓設立
- 1969.8.8 - 黑白電視廣播開始
- 1970.10.5 - 《MBC新闻平台》首播，播出時間為每日22:00
- 1971.10.1 - 地域站名統一（○○文化广播）
- 1972.4.15 - 改變電視呼號（HLAC → HLKV TV）
- 1974.11.1 - 與京鄉新聞社合併，成立「文化廣播・京鄉新聞」
- 1975.9.8 - 文化體育館開館
- 1977.9.3 - 首屆《MBC大學歌謠節》舉行
- 1978.4.7 - 電視新聞演播室‘新聞中心’竣工
- 1979.7.28 - 首屆《MBC江邊歌謠節》舉行
- 1980.12.22 - 彩色電視廣播開始
- 1981.1.1 - 全國同步彩色電視廣播
- 1982.3.17 - 汝矣島演播室竣工
- 1984.12.21 - 多重聲音電視廣播開始
- 1985.9.19 - 全國同步FM無線電廣播
- 1985.11.18 - 首次運用韓國第一轉播車
- 1986.4.19 - 貞洞廣播設備集成到汝矣島新總部
- 1986.9.1 - 成立鬱陵島無人電視轉播站
- 1987.12.15 - 標準FM廣播開始
- 1988.9.17 - 轉播汉城奧運會（播出總量：685小時）
- 1988.12.31 - 「廣播文化振興會」（韓文：방송문회진흥회/放送文化振興會）成立
- 1990.7.2 - 宣布廣播綱領
- 1990.10.15 - 公司主題曲《相見便是好朋友，MBC文化廣播》開始使用
- 1991.1.10 - 成立子公司「MBC製作公司」（韓文：MBC 프로덕션；英文：MBC Production），「MBC媒體科技」（韓文：MBC 미디어텍；英文：MBC Media Tech）
- 1991.6.1 - 成立「MBC廣播文化中心」（韓文：MBC 방송문화원/MBC放送文化院）
- 1991.7.1. - 成立美國分社「MBC美洲」（韓文：MBC 아메리카；英語：MBC America）
- 1992.7.1 - 成立「MBC美術中心」（韓文：MBC 미술센터；英文：MBC Arts Center）
- 1993.9.6 - 引進電視監察員體系
- 1993.10.1 - 開始運營「MBC觀眾服務中心」
- 1993.12.2 - 在韓國廣播史上首次成功連接蘇聯和平號空間站
- 1995.1.1 - 成為ABU（亞太廣播聯盟）的正式成員
- 1995.4.1 - 音樂調頻開始24小時廣播
- 1995.10.7 - 官方網站服務開始
- 1996.1.19 - 全國數字線路網絡電視開始運作
- 1996.8.1 - 多重聲音電視廣播範圍擴大到全國
- 1996.12.2 - 數字電視主控室自動傳輸系統啟動
- 1997.4.30 - 開始提供互聯網視頻點播（VOD）服務
- 1998.5.14 - 「MBC技術研究所」註冊為國家認證研究所
- 1999.10.6 - 地面數字電視試播
- 2000.1.14 - 構建MBC FM標準全國廣播網絡
- 2000.9.4 - 正式啟動電台無紙化廣播體系
- 2000.9.10 - 《MBC新聞》在美洲地區實施同步衛星廣播
- 2001.5.24 - 廣播全面自動化系統‘NEONS’、‘DIVA’開發會
- 2001.7.26 - 成功開發無線數字廣播綜合操作系统‘MIROS’
- 2001.8.25 - MBC-FM暱稱大賽大獎‘FM4U’，正式使用
- 2002.1.2 - 觀眾主權委員會開始運作
- 2003.2.26 - 「MBC青少年足球基金會」成立
- 2004.10 - 構建數位存儲系統（DAMS）(2004.10~2005.12)
- 2004.12 - 節目出口額達到1500萬美元
- 2004.12.30 - 從國家信息通信部取得地面波DMB實驗站頻率
- 2005.01.03 - 更換新的企業識別標誌
- 2005.12.1 - 開設DMB廣播電台‘myMBC’
- 2006.3.6 - 推出廣播電台在線收聽軟件‘mini MBC’
- 2006.6.8 - DTV數據廣播開始
- 2007.1.12 - 啟動區域站聯盟頻道‘MBC NET’
- 2007.11.30 一山MBC夢幻中心竣工
- 2008.8.1 - 「MBC美洲」 開通地面數字廣播‘MBCD’
- 2008.11.17 - 實時傳輸到網絡電視（IPTV）
- 2009.4.9 - 引進移動式電台播音室‘Aladdin’
- 2009.12.1 - DMB 2.0廣播開始
- 2010.1.28 - 新聞報導部推出高清新聞NPS（Network Production System）
- 2011.5.3 - 子公司「MBC分享」成立
- 2011.5.9 - 聯合舉辦2011世界公視大展（INPUT）
- 2011.8.16 - 「MBC C&I」成立（「MBC製作公司」与「MBC媒體科技」合併)
- 2011.9.1 - 「MBC慶南」成立（「晉州MBC」与「昌原MBC」合併)
- 2011.10.1 - 開始提供互聯網電視服務「pooq」
- 2012.11.5 - 《MBC新聞平台》節目播出時間進行調整（從21:00調整至20:00）
- 2012.12.31 - 模擬電視停播
- 2013.1.1 - 24小時電視廣播開始
- 2014.8.4 - 上岩新總部大樓正式啟用，《MBC今日新聞》、《MBC正午新聞》、《MBC新聞平台》於當天起更換片頭、鏡面（濟州MBC於同年8月6日更換《MBC新聞平台 濟州》的片頭、鏡面[1]）
- 2014.9.1 - 宣布上岩新時代開幕（上岩新總部竣工並搬進）
- 2016.2 - 開設移動裝置用戶專用頻道「MBig TV」
- 2018.11.1 - 與台灣鴻基國際視訊共同打造HG MBC綜合台，於10月31日中華電信MOD 378台開播。
- 2019.10.4 - 前KBS社長金鉉浩宣佈加盟MBC，擔任CEO

## 頻道

### 無線電視
- MBC TV（11頻道，高解析度頻道）

### 廣播電台
- MBC标准FM
- MBC FM4U

### 移動電視
- my DMB

### 新媒體
- 무도24
- 나혼자산다24
- 스타&
- 해요TV+
- iMBC스포츠
- channel M

## 製播節目

### 電視劇
MBC“電視劇王國”的稱號。它每年製作730小時的電視劇。
MBC電視劇在國際舞台上同樣受到很高的評價。MBC的電視劇現已出口至亞洲、中東、非洲、及美洲等世界各地。

### 新聞節目
- MBC新聞平台（韓文：MBC 뉴스데스크）（每日19:55）
- MBC今日新聞（韓文：MBC 뉴스투데이）（週一至六06:00)
- MBC930新聞（韓文：930 MBC 뉴스）（週一至五09:30)
- MBC12點新聞（韓文：12 MBC 뉴스）（週一至五12:00）
- 2點新聞外傳（韓文：2시 뉴스외전）（週一至五13:50）
- MBC5點新聞（韓文：5 MBC 뉴스）（週一至五17:00）
- MBC新聞（韓文：MBC 뉴스）（週六11:50、週日07:00、11:55）
- MBC新聞特報（韓文：MBC 뉴스특보）

### 體育
作為主辦轉播1986年亞運會和1988年奧運會的廣播電視公司，MBC體育擁有高水平的體育傳送技術和豐富的經驗。其所轉播的2002韓日世界杯及2006德國世界杯創下了全國最高收視率记錄。
邀請前奧運會知名選手作解說的雅典奧運會24小時全天候轉播取得了巨大的成功。
MBC把成為具有全球競爭力的體育節目播出公司作為目標，並與ESPN Star Sports聯合成立了MBC-ESPN Star Sports（已在2010年8月1日終止協議）。

### 娛樂
- Show! 音樂中心（韩文：쇼! 음악중심）（2005 - ）
- 無限挑戰（韓文：무한도전）（2006 -2018 ）
- 黄金渔场 Radio Star（韩文：황금어장 라디오스타）（2007 - ）
- 我們結婚了（韓文：우리 결혼했어요）（2008 - 2017）
- 我是歌手（韓文：나는 가수다）（2011 - ）
- Weekly Idol（韓文：주간 아이돌）（2011 - ）
- 我獨自生活（韓文：나 혼자 산다）（2013 - ）
- 爸爸 你去哪儿（韓文：아빠! 어디가?）（2013 - 2015）
- 真正的男人（韓文：진짜 사나이）（2013 - 2016）
- 神秘音樂秀：蒙面歌王（韓文：미스터리 음악쇼 복면가왕）（2015 - ）

MBC的音樂節目Show! 音樂中心亦深得大眾歡迎，與SBS的人氣歌謠及KBS的音樂銀行同為韓國最頂級的音樂現場直播/預錄節目，與其他音樂現場節目相較之下比較不那麼重視聲光效果，主要在流行音樂上面的推薦。直播時間為每週六下午四點整。

### 时事纪录片
MBC的纪录片以具有人性视角的方式网罗了韩国社会、外交、环境问题等多种题材。MBC的时事节目及纪录片的优秀性得到了国际TV奖项评比的认可，在纽约国际电视节、班芙国际电视节、ABU大奖、 Earth Vision、亚洲电视大奖赛、Japan Wildlife Film Festival等著名活动中获奖。
- 100分钟讨论（韩语：100분 토론）（1999~）
- 统一展望台（韩语：통일전망대）（2001~）
- Real Story眼（韩语：리얼스토리 눈）（2014~）
- PD手册（韩语：PD수첩）（1990~）
- 经济杂志M（韩语：경제매거진 M）（2005~）
- MBC Docu Special（韩语：MBC 다큐스페셜）（1999~）
- MBC Docu Prime（韩语：MBC 다큐프라임）（2007~）

### 廣播
MBC廣播自1961年成立以来，創下了約50%的收聽率紀錄，是最受聽眾喜愛的廣播。在韓國廣告主協會評選的收聽率為前20名的節目中，有15個節目是MBC製作的，MBC被評為受歡迎的廣播頻道。
MBC完成了迎接新地面波及衛星DMB時代的準備。

## 全球化 MBC

### 國際合作
MBC目前已加入亞太廣播聯盟（ABU；Asia-Pacific Broadcasting Union）、國際公共廣播（IATAS；The International Academy of Television Arts & Science）、國際公視大展（INPUT；International Public Television）等國際組織，並與13個國家的21家廣播·電視公司建立了合作關係。包括美國洛杉磯與中國上海的海外法人，在北美、拉丁美洲、歐洲與中東等每個大陸的主要城市建立海外分台，與全世界眾多電視台達成合作協議，推動著全球化事業。參加MIP-TV、MIPCOM、NATPE、BCWW、ATF等國際內容市場，與海外買方持續交流。運營英文版節目介紹網站，使得海外受眾與節目買方便於貼近MBC內容。 MBC致力於進軍海外市場，並擴展新開發業務。（http://content.mbc.co.kr/ （页面存档备份，存于）)
在1997年，MBC電視劇《愛情是什麼》被中央電視台首次引進之後，在中國初次引起韓國電視劇的熱潮。此後，眾多電視劇、綜藝、紀錄片等節目向海外出口。 MBC代表古裝劇《大長今》出口到全球91個國家與地區。目前，MBC通過《我是歌手》、《我們結婚了》、《爸爸去哪兒》等綜藝節目的模式版權出口的方式，擴大內容事業範圍。
MBC在全球各地的合作夥伴包括：
- 中国大陆：國家广播电视總局、上海文广新闻传媒集团、湖南广播影视集团、江苏省广播电视总台
- 香港：電視廣播有限公司（TVB）、香港有線電視（I-Cable TV）、香港電視娛樂（ViuTV）、NowTV
- 台灣：中國電視公司、臺灣電視公司、華藝娛樂（MBC綜合台）
- 日本：富士電視台、FM福岡
- 新加坡：新傳媒私人有限公司、Oh!K TV ASIA
- 越南：越南之声
- 伊朗：伊朗伊斯蘭共和國廣播電視台
- 德国：德國電視二台、德国广播电视联合会
- 法國：法國電視台
- 匈牙利：匈牙利電視台
- ：澳大利亚广播公司
- 巴西：环球电视网（TV Globo）
- 美国：CBS、环球电视网（Univisión）、UniMás（英语：UniMás）
- 薩爾瓦多：薩爾瓦多電視公司（Telecorporación Salvadoreña；TCS）
- 墨西哥：特莱维萨（Televisa）
- 委內瑞拉：维内维始永（Venevisión）
- 哥伦比亚：RCN電視台（RCN Televisión）
- 加拿大：CTV電視網（CTV Television Network）

### 共同製作
MBC将2000年作为进入国际化的元年，并代表韩国参加了由世界80多个国家的广播电视公司参与制作的2000 Today节目。此后，MBC的全球化战略在各种电视剧和纪录片的共同制作及联合音乐会中形成了发展规模。MBC从2002年与日本TBS电视台共同制作电视剧开始了与日本方面的合作，与日本富士电视台的共同制作继续了两国传媒公司间的合作关系。同年，为纪念韩中建交10周年，与中央电视台(CCTV)联合举办了中韩音乐会。2005年8月15日，MBC与上海文廣新聞傳媒集團(SMG)联合制作了纪念二战胜利60周年的卫星现场直播节目。节目的共同制作不仅让全球的观众能够更多地接触和了解到外国文化，而且缩短了世界各国间的距离。在此价值出发点的基础上，MBC将更加积极推动共同制作合作进程，从而提高MBC的世界知名度。

## 地方放送局
- 春川文化廣播（춘천문화방송）
- 原州文化廣播（원주문화방송）
- 大田文化廣播（대전문화방송）
- MBC忠北（朝鲜语：MBC忠北）
  - 忠州廣播局（충주방송국）
  - 淸州廣播局（청주방송국）
- 全州文化廣播（전주문화방송）
- 光州文化廣播（광주문화방송）
- 木浦文化廣播（목포문화방송）
- 丽水文化廣播（여수문화방송）
- 大邱文化廣播（대구문화방송）
- 安东文化廣播（안동문화방송）
- 浦项文化廣播（포항문화방송）
- 釜山文化廣播（부산방송총국）
- 蔚山文化廣播 （울산문화방송）
- 济州文化廣播（제주문화방송）
- 馬山文化廣播 （MBC경남창원본부）
- MBC嶺東（엠비씨강원영동）
  - 江陵广播局（朝鲜语：MBC강원영동 강릉방송국）
  - 三陟广播局（朝鲜语：MBC강원영동 삼척방송국）

## 標誌

### 台徽

1961年12月2日至1969年6月30日
1969年7月1日至1974年7月24日
1974年7月25日至1980年12月14日
1974年7月24日至1980年12月14日
1980年12月15日至1981年12月1日
1981年12月2日至1985年12月31日
1986年1月1日至2005年1月2日
2005年1月3日至2011年12月31日
2012年1月1日至2023年4月5日
2012年1月1日至2023年4月5日 (带M标记）
2021年1月1日至2023年4月5日
2023年4月6日至今
2023年4月6日至今（韩文）

### 社屋

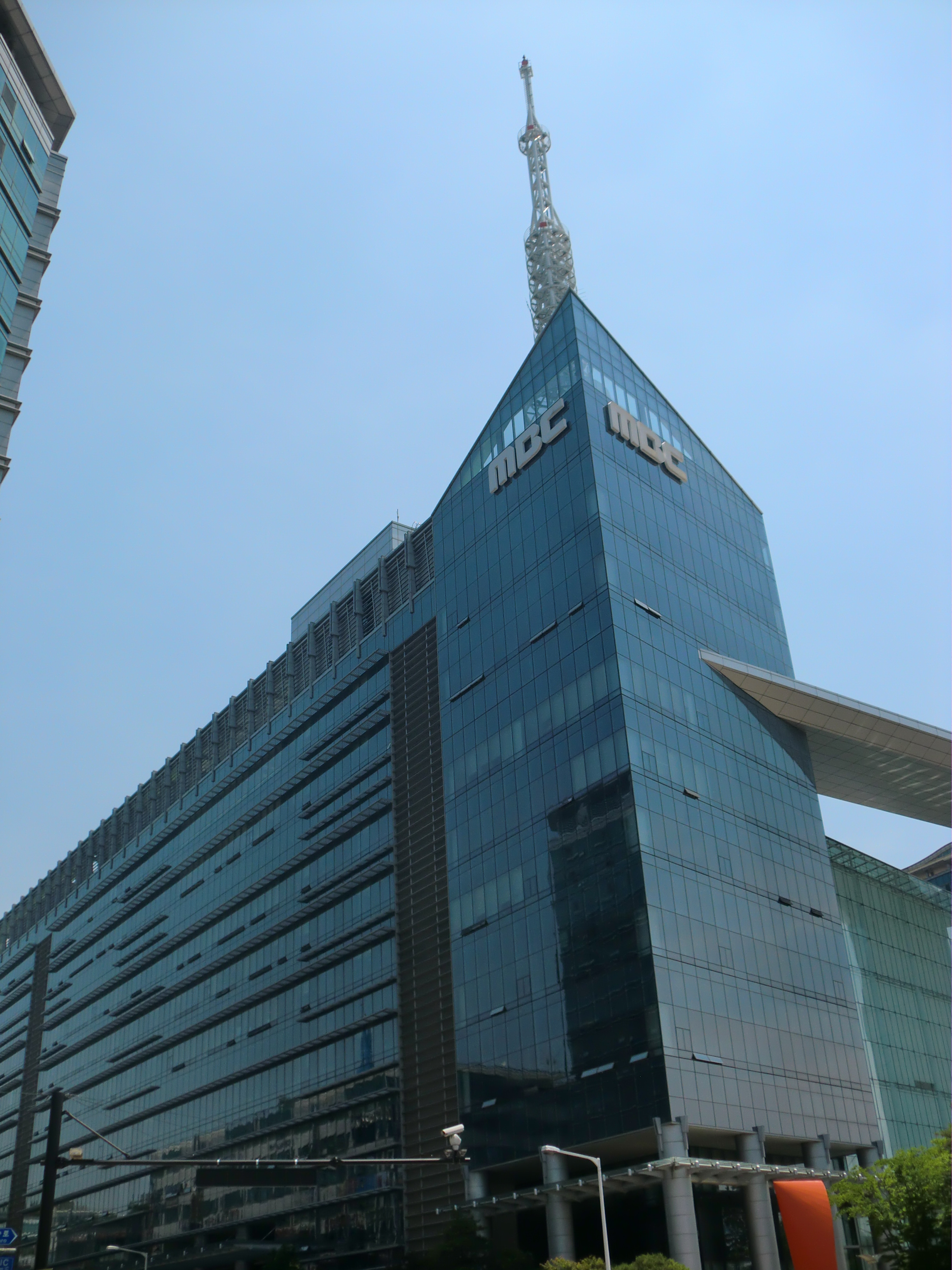
MBC一山梦想中心，2007年启用
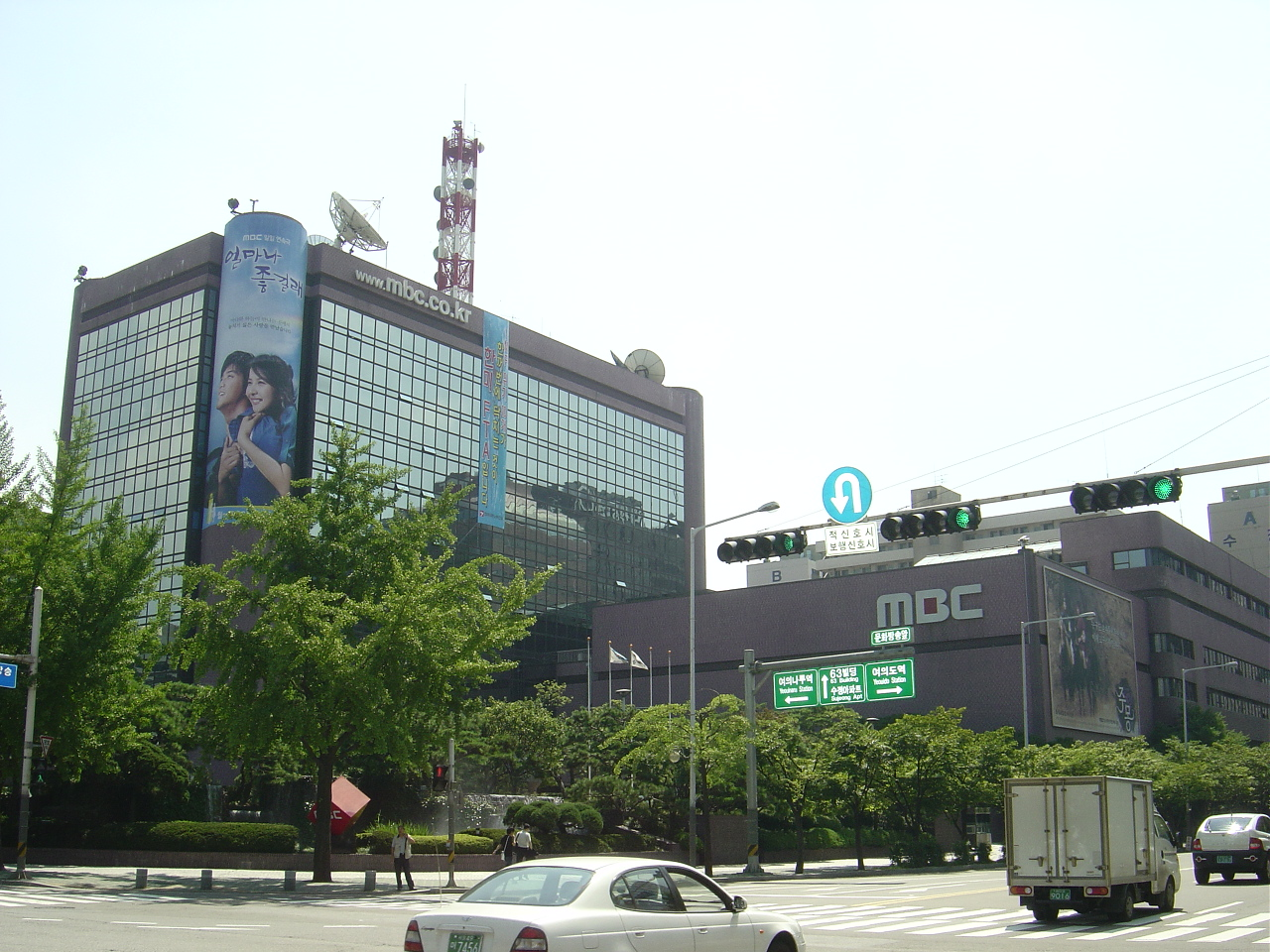
MBC汝矣岛总部，1986年启用，2014年新总部大楼落成后停用
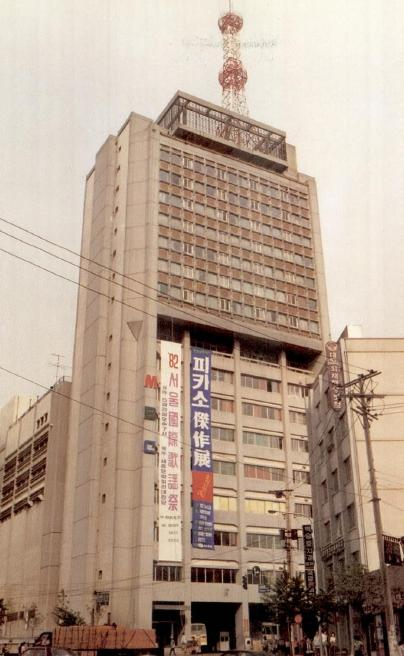
MBC贞洞大楼，于1969至1986年使用

## 电视剧
- MBC情境喜劇
- MBC日日連續劇
- MBC日日特別企劃連續劇
- MBC晨間連續劇
- MBC月火連續劇
- MBC水木連續劇
- MBC金土連續劇
- MBC週末連續劇
- MBC週末特別計畫連續劇
- MBC特輯電視劇

## 事件
2012年，金在哲就任MBC社長期間，違背原先與MBC工會達成協議拔擢親政府人士擔任副社長職位，且新聞部門行政問題嚴重，報導自由被扼殺，MBC工會於2012年2月3日至7月17日間罷工，期間大部分節目需停播。罷工完結後，大批曾參與罷工的MBC員工遭停職、解職、調職。
2017年，因MBC高層干預新聞編播、電視台內資源運用不合理，並被揭發內部有黑名單將不同政治立場的員工劃分不同待遇，MBC工會2017年8月24日-29日投票中1758名員工中共有1568人同意罷工，令MBC將於9月4日起無限期罷工。
2021年，MBC用图片2020年夏季奧林匹克運動會開幕式介绍代表团国家时，将海地配图为“总统刺杀事件”，乌克兰为“切尔诺贝利”、意大利为“披薩”，以及萨尔瓦多为“比特币”，引起了部分国家民众不满。随后，MBC电视台就此事已经道歉。
2022年8月31日，MBC节目《PD手帳》报导组因通过采访日韩统一教前信徒了解该教会实际的捐款情况，以及统一教对日本前首相安倍晋三枪击事件造成什么样影响的内容，引起了统一教信徒的批评，称「播出内容构成宗教镇压」，并发起集会抗议。
2022年9月29日，MBC在紐約拍攝南韓總統尹錫悅出席聯合國大會期間，與美國總統拜登短暫會面後、離場時與官員的對話，懷疑聽到他夾雜粗口稱「如果國會不答應，拜登就會很丟臉」。尹錫悅發言人隨即否認，指傳媒聽錯，強調無談及拜登，發言只是針對南韓國會，指責MBC「刻意扭曲」、意圖詆毀總統締造的外交成果。
2022年11月9日，南韓總統辦公室稱，考慮到MBC近期發佈的多條外交相關新聞報道歪曲事實、有失偏頗，總統室決定將不許MBC電視台記者同乘總統專機隨行採訪的決定，不向（11日起總統對柬埔寨和印尼進行為期六天的訪問）採訪提供便利。11月10日，MBC對政府相關決定決定深表遺憾，並要求總統室立即撤銷該決定。南韓五大傳媒工會則緊急發表聲明，批評當局公然挑戰憲法規定和保障的言論自由，是絕無僅有的打壓媒體之暴行，對言論自由和民主體制為嚴重威脅，要求總統尹錫悅立即撤銷對MBC的採訪限制，並向國民道歉，相關官員亦要問責下台。而《韓民族日報》、《京鄉新聞》方面已表示將拒絕同乘專機採訪。

## 外部連結
-  （页面存档备份，存于）（官方网页）
- （简体中文）iMBC的新浪微博
- （英文）MBC America
- iMBC.com 地方系列局一览 （页面存档备份，存于）
- 广播文化振兴会 （页面存档备份，存于）
- 正修奖学会 （页面存档备份，存于）
- MBC早期的標誌